# アベンジャーズ/エイジ・オブ・ウルトロン
『アベンジャーズ/エイジ・オブ・ウルトロン』（Avengers: Age of Ultron）は、マーベル・スタジオが製作、ウォルト・ディズニー・スタジオ・モーション・ピクチャーズが配給した2015年のアメリカ合衆国のスーパーヒーロー映画である。
「マーベル・コミック」のスーパーヒーローチームである『アベンジャーズ』をフィーチャーした、2012年の映画『アベンジャーズ』の続編で、様々な「マーベル・コミック」の実写映画を、同一の世界観のクロスオーバー作品として扱う『マーベル・シネマティック・ユニバース』（MCU）としては第11作品目の映画である。前作と同じく、再び各作品のヒーローらが集結し共闘する。

## 概要
脚本・監督はジョス・ウェドンが務め、ロバート・ダウニー・Jr、クリス・エヴァンス、マーク・ラファロ、クリス・ヘムズワース、スカーレット・ヨハンソン、ジェレミー・レナー、コビー・スマルダーズ、サミュエル・L・ジャクソン、ジェームズ・スペイダー、エリザベス・オルセン、アーロン・テイラー＝ジョンソン、トーマス・クレッチマン、ポール・ベタニーらがアンサンブル演技を行う。
に
続編企画は2012年5月に『アベンジャーズ』の成功を受けて発表された。前作の監督であるウェドンの監督と公開日は2012年8月に発表された。2013年4月にウェドンは脚本の草案を完成させ、キャスティングは同年6月にダウニー・Jrの再契約から始まった。2014年2月より第二班が南アフリカで撮影を開始した。同年3月よりイングランドのサリーのシェパートン・スタジオでの主要撮影が開始された。他にアメリカ合衆国、イタリア、韓国でも撮影が行われた。
アメリカ合衆国では2015年5月1日に公開された。日本公開は当初2015年4月25日を予定していたが、7月4日へ延期された。日本でのキャッチコピーは「愛を知るー全人類に捧ぐ。」「世界を滅ぼすのはーアイアンマン。」である。
続編として、2018年4月27日に『アベンジャーズ/インフィニティ・ウォー』、2019年4月26日に『アベンジャーズ/エンドゲーム』がそれぞれ公開された。

## あらすじ
S.H.I.E.L.D.の生き残りからの情報で、ヒドラ残党のリーダー:バロン・ストラッカーが極秘裏にロキの杖（セプター）を使い人体実験をおこなっていることを掴んだアベンジャーズは、東欧ソコヴィアにあるヒドラの研究施設を襲撃した。ストラッカーは人体実験で特殊能力を得た双子:ワンダ・マキシモフとピエトロ・マキシモフを解放し抵抗。スティーブらはストラッカーを逮捕し、施設内のコンピュータに残っていたデータを収集する。その途中、トニーはワンダの能力によってアベンジャーズの全員がサノスとの戦いに敗れて息絶えている幻覚を見せられる。
アベンジャーズ・タワーで杖を調査し、杖の先の宝石の中に人工知能らしきものを発見したトニーは、これを解析して自身が発案していたウルトロン計画に役立てることを提案、当初は難色を示したブルースも手伝うことになる。ある夜、作戦成功とソーの送別を兼ねたパーティ中に、宝石の中の人工知能がウルトロンとして突如自我に目覚める。地球を救うためには人類を根絶しなければならないと主張し、人工知能J.A.R.V.I.S.を破壊したウルトロンはアベンジャーズと交戦、自己意識をネットワーク上に逃がし、杖を奪って姿を隠す。
ウルトロンを創ってしまったトニーとブルースはメンバー全員に責められるが、トニーは、自分がウルトロンを開発しようとしたのは宇宙からの敵の襲来に備えるためだと語る。一方ウルトロンは、ソコヴィアの研究施設でストラッカーが途中で止めていた実験を再開し、自身のボディを強化するとともにロボット軍隊“ウルトロン・セントリー”を作り始めた。さらにウルトロンは、基地から行方をくらましていたマキシモフ兄妹と接触。兄妹の両親は戦争中の爆撃に巻き込まれて殺されており、2人は兵器を販売していたトニー、ひいてはアベンジャーズに憎しみを抱いていた。2人はウルトロンと手を組むことを決め、ウルトロンは捕えられていたストラッカーを殺害する。
次に、ウルトロンは世界最強の金属ヴィブラニウムを入手するために、武器商人のユリシーズ・クロウが根城としている廃船を訪れアベンジャーズと交戦。ソー、スティーブ、ナターシャはワンダの力で幻を見せられ戦闘不能、クリントは反撃するが、ピエトロが救助に来て2人は船外へ逃走。外で待機していたブルースもワンダによって錯乱しハルクとなりヨハネスブルグの街を破壊し始め、トニーが対ハルク用の「ハルクバスター」でそれを食い止めるも、その隙にウルトロンはネットに逃亡してしまう。
ヨハネスブルグに甚大な被害をもたらし世界中から非難を浴びたアベンジャーズは、バートンの家族が暮らす農場に匿われた。ワンダによってトラウマを刺激されたメンバーは苦悩するが、そこに死を偽装して姿をくらませていたニック・フューリーが訪れ、皆を叱咤する。謎の存在がウルトロンから核ミサイルの発射コードを守っているという情報をフューリーから得たトニーは、ノルウェーのオスロにあるインターネット基地へ、スティーブたちはウルトロンを追って韓国ソウルへと向かう。一方ソーは、自分の見た悪夢の意味を探るため、友人のエリック・セルヴィグ博士とともに、入ることで知識を得られる「ノルンの洞察の泉」を訪れ、インフィニティ・ストーンの夢を見る。
新たな身体で復活したウルトロンは、ソウルでヘレン・チョ博士を洗脳し、彼女の研究する人工皮膚細胞と、杖の先端にある宝石、そしてヴィブラニウムを組み合わせ、細胞再生装置（クレードル）で最強の人工肉体を作ろうとする。途中、ウルトロンの心を読んだワンダは、彼の本当の目的が人類を滅亡させることだと気づき、ピエトロとともにウルトロンから離反。追ってきたスティーブらは彼女たちと協力しクレードルは奪取できたものの、ウルトロンはナターシャを捕虜にして逃走してしまう。
タワーでクレードルを確保したトニーは、J.A.R.V.I.S.がひそかに生き延びてウルトロンから核ミサイルの発射コードを守護していた事実をブルースに明かす。2人はクレードルにJ.A.R.V.I.S.をアップロードしてウルトロンに対抗しようと試みるがスティーブはそれに激しく反対。そのときソーが戻り、ムジョルニアの雷を使ってクレードルを起動させる。誕生したヴィジョンは、自分をJ.A.R.V.I.Sでもウルトロンでもない新たな存在だと語り、ウルトロンの計画を阻止するため、アベンジャーズとともに戦いに赴くことを決心する。
新たに3人が加わったアベンジャーズは、捕えられたナターシャが発信した暗号を頼りに再びソコヴィアへ向かう。ウルトロンは自らのボディをヴィブラニウムで強化し、隕石代わりに使うためにソコヴィアの街全体を空中に持ち上げる装置を建造していた。街全体が上昇していく中、アベンジャーズと仲間たちは街に解き放たれたウルトロン・セントリーと交戦する。ブルースはナターシャを救助するもハルクに変身したままクインジェットに乗って姿を消し、子供を救おうとしたクリントを守ってピエトロが被弾し、死亡。それを知ったワンダはテレキネシスを暴走させウルトロンのコアを破壊するが、ウルトロン・セントリーの1体が装置を作動させてしまう。街が急降下し始めるが、ソーとトニーによって街を破壊することで危機を脱し、ヴィジョンがウルトロン・セントリーの最後の1体を破壊し勝利する。
その後、アベンジャーズは運営と基地を一新し、ソーは、インフィニティ・ストーンの謎を解明するためアスガルドへと帰還。クリントは家族のためにアベンジャーズを去り、今回の悲劇の発端をつくったトニーもまたアベンジャーズから一時的に離脱。スティーブは引き続きキャプテン・アメリカとして進む道を選び、ナターシャと共にアベンジャーズの新加入メンバー4人のトレーニングを開始する。

## 登場人物・キャスト
トニー・スターク / アイアンマン
演 - ロバート・ダウニー・Jr、日本語吹替 - 藤原啓治
“アベンジャーズ”の共同リーダーを務める、巨大複合企業“スターク・インダストリーズ”会長にして大富豪の天才発明家兼慈善家。自らが発明したパワードスーツを装着し、“アイアンマン”として戦い、アベンジャーズの活動資金の提供や、新装備の開発も一手に担当する。本作では世界の平和維持だけではなく、アベンジャーズの仲間たちも危険な戦いから解放したいと願う姿勢を見せ、そのために冒頭の戦いで奪取したセプターから発見した人工知能を発展させ、かねてから構想していた平和維持を目的とする“ウルトロン計画”を独断で行うという度が過ぎる行動に出てしまった結果、一連の騒動の引き金を引くこととなる。
ソー
演 - クリス・ヘムズワース、日本語吹替 - 三宅健太
北欧神話の雷神“トール”のモデルであり、神々の国“アスガルド”の王オーディンの息子にして最強の雷神。本作では、戦闘でスティーブとの連携攻撃も披露した傍ら、パーティーでトニーと恋人自慢を繰り広げ合ったり、バートン家に招かれた際にはレゴのデュプロを踏み崩してクリントの愛娘に睨まれるなど、平時ではコメディリリーフ的な役割も担った。そしてヴィジョン誕生にも一役買うことになる。
ブルース・バナー / ハルク
演 - マーク・ラファロ、ハルクの声 - ルー・フェリグノ、日本語吹替 - 宮内敦士
キャプテン・アメリカを誕生させた“スーパーソルジャー 計画”の再現実験の失敗により、ガンマ線を大量に浴びた影響で感情の高ぶりによって緑色の大男“ハルク”に変身してしまう体質となった天才生化学者。本作では天才的頭脳を持つ者同士として、トニーとは一緒に研究しているが、ウルトロンを完成させるというトニーに躊躇しながらも協力し、ウルトロンの覚醒を招いたことに加えて、ワンダによって変身させられ、ヨハネスブルグを破壊したことで心を痛めてしまう。
スティーブ・ロジャース / キャプテン・アメリカ
演 - クリス・エヴァンス、日本語吹替 - 中村悠一
アベンジャーズの共同リーダーを務める、第二次世界大戦末期に母国アメリカを救って消息を絶ち、70年後の現代で蘇った伝説の超人兵士。本作でも、アベンジャーズの面々を纏め上げ、世界平和のために戦場に立つ。
ナターシャ・ロマノフ / ブラック・ウィドウ
演 - スカーレット・ヨハンソン、日本語吹替 - 米倉涼子
元S.H.I.E.L.D.エージェントであった、世界最強の女スパイ。本作では、ハルクと意思疎通が出来る数少ない人物となり、ハルクをブルースに戻す役割を担っている。ブルースの本心を誰よりも理解しており、彼に想いを寄せ、親密に接する。
2014年2月、ファイギは本作でキャラクターのバックストーリーの詳細が説明されると述べた。
クリント・バートン / ホークアイ
演 - ジェレミー・レナー、日本語吹替 - 宮迫博之
優れた洞察力を持つ弓術の達人である元S.H.I.E.L.D.のベテランエージェントで、ナターシャとは良き親友にして相棒。本作では、これまで描写されなかった彼の本質が明確になる。
ジェームズ・“ローディ”・ローズ / ウォーマシン
演 - ドン・チードル、日本語吹替 - 目黒光祐
アメリカ空軍大佐にしてトニーの親友。アベンジャーズ・タワーでのパーティーに参加し、トニーたちと盛り上がるも、覚醒したウルトロンに遭遇する。
ピエトロ・マキシモフ / クイックシルバー
演 - アーロン・テイラー＝ジョンソン、日本語吹替 - 小松史法
ソコヴィア出身の青年で、ヒドラが行っていたセプター（マインド・ストーン）を用いた人体実験で得た、驚異的な新陳代謝機能による超高速移動能力を持つ強化人間。ワンダ/スカーレット・ウィッチとは双子の兄妹である。ワンダと共に、手にしたその能力でアベンジャーズと敵対する。
キャラクターについてテイラー＝ジョンソンは「彼とその妹（スカーレット・ウィッチ）は親から捨てられ、東ヨーロッパでお互い助け合いながら育った。（中略）彼は非常に過保護で、誰も彼女に触れて欲しくないと考えている」と述べた。
ワンダ・マキシモフ / スカーレット・ウィッチ
演 - エリザベス・オルセン、日本語吹替 - 行成とあ
ソコヴィア出身の女性で、テレキネシスとマインドコントロールの能力を持つ強化人間。ピエトロ/クイックシルバーとは双子。
幼い頃のトラウマから、トニーと彼が所属するアベンジャーズを憎悪するようになり、ピエトロと共に、ヒドラやウルトロンへ加担して何の躊躇いもなくアベンジャーズに攻撃を仕掛ける。
オルセンはキャラクターを「ネクサス」と説明し、「彼女はクレイジーだ。私がこれまで演じたどのキャラクターたちとも違ってより多くのものを持っている。彼女はものがどこにあったかあなたに話し、死者や過去、未来、別の世界から来た人々とつながり、この世界でそれができる唯一の人物だ。彼女は信じがたい」と述べた。
J.A.R.V.I.S. （ジャーヴィス） / ヴィジョン
演 - ポール・ベタニー、日本語吹替 - 加瀬康之
トニーによって生み出され、彼をサポートするAI。本作の前半にて、覚醒したウルトロンによってプログラムを破壊されてしまうが、密かに記憶データを捨ててネット上に逃げ延びて難を逃れ、そこへチョが造り上げた人工生体ボディへトニーとブルースがJ.A.R.V.I.S.をアップロードさせ、ソーが電撃を浴びせたことにより、新しい存在にして究極の人造人間“ヴィジョン”として誕生する。
マリア・ヒル
演 - コビー・スマルダーズ、日本語吹替 - 本田貴子
ニック・フューリーの側近として働くS.H.I.E.L.D.のエージェントであり、元副長官。現在はスターク社CEOであるペッパー・ポッツの秘書と、アベンジャーズのサポーターを兼務している。
サム・ウィルソン / ファルコン
演 - アンソニー・マッキー、日本語吹替 - 溝端淳平
スティーブの現代での親友兼相棒で、ウィング・パックを使い空を飛ぶ元落下傘兵。アベンジャーズ・タワーでのパーティーに参加し、スティーブと共にビリヤードを楽しむ
マーガレット・エリザベス・“ペギー”・カーター
演 - ヘイリー・アトウェル、日本語吹替 - 園崎未恵
20世紀に“エージェント・カーター”のコードネームで“戦略科学予備軍SSR”に所属し、トニーの父・ハワード・スタークと共にS.H.I.E.L.D.創設の中心人物も務めたスティーブの元恋人。スティーブの幻想の中にて登場。
ヘイムダル
演 - イドリス・エルバ、日本語吹替 - 斉藤次郎
北欧神話の光の神“ヘイムダル”のモデルである、アスガルドの戦士にして、アスガルドと九つの世界を繋ぐ虹の橋“ビフレスト”の門番。あらゆるものを見通す目を持つ。ソーの悪夢の中に登場する。
ローラ・バートン
演 - リンダ・カーデリーニ、日本語吹替 - 加納千秋
クリントの妻。フューリーが便宜を図ってくれた場所で農場を経営しており、クリントとの間に子どもである長男“クーパー・バートン”と長女“ライラ・バートン”を設け、第3子を妊娠中である。クリントが連れて帰ってきたアベンジャーズの面々を温かく迎える。
エリック・セルヴィグ
演 - ステラン・スカルスガルド、日本語吹替 - 金子由之
ソーの友人の宇宙物理学者。現在はロンドン大学で教鞭をとっている。悪夢の続きを見るために“ノルンの洞察の泉”を探すソーに協力する。
ヘレン・チョ
演 - キム・スヒョン、日本語吹替 - 桜木可奈子
韓国のユージン遺伝研究所に務める、人工皮膚細胞専門の科学者にして、ブルースの友人。後にクレードルを狙って現れたウルトロンにセプターで洗脳され、ウルトロンの新たなボディを造らされてしまう。
ヴォルフ・ガング・フォン・ストラッカー / バロン・ストラッカー
演 - トーマス・クレッチマン、日本語吹替 - 広瀬彰勇
元S.H.I.E.L.D.のロボット工学と人工知能に精通し、敵対者を欺くことにも長ける科学者で、ヒドラの現リーダーでもある諜報員。
ソコヴィアのヒドラの基地に攻め込んできたアベンジャーズに敢えて投降し拿捕されるが、後に自分のデータと共にウルトロンに抹殺される。
ユリシーズ・クロウ
演 - アンディ・サーキス、日本語吹替 - 広田みのる
南アフリカのブラックマーケットを仕切っている武器商人。ウルトロンにヴィブラニウムを売り渡すよう交渉を持ちかけられるが、些細なことからウルトロンに左腕を切断されてしまう。彼の去就は後の『ブラックパンサー』で描写される。
マダム・B
演 - ジュリー・デルピー、日本語吹替 - 泉裕子
ナターシャの悪夢や過去回想シーンで登場したKGBスパイの教官。
キャメロン・クライン
演 - アーロン・ヒムルスタイン
かつてS.H.I.E.L.D.のインサイト計画実行時に“インサイト・ヘリキャリア”の管制官を務めていた元S.H.I.E.L.D.の職員で、本作ではオペレーターとして、フューリーやマリアたちと共にヘリキャリアに乗艦して登場。
スタン・リー
演 - スタン・リー、日本語吹替 - 高桑満
アベンジャーズ・タワーでのパーティーに参加していた老人。
ドクター・リスト
演 - ヘンリー・グッドマン、日本語吹替 - 伊藤和晃
ストラッカーの部下の科学者。
F.R.I.D.A.Y. （フライデー）
声 - ケリー・コンドン、日本語吹替 - 安井絵里
トニーが所有するA.I.。

ウルトロン
演 - ジェームズ・スペイダー、日本語吹替 - 木下浩之
ストラッカーによって生み出され、その存在を知ったトニーとブルースによって覚醒した人工知能。創造者に反逆して「アベンジャーズを壊滅させ、人類を滅ぼせれば環境破壊も戦争も起こらない」という極論からヒーローたちの前に現れて宣戦布告し、地球の支配を企む。
ジョス・ウェドンはスペイダーがこの役のための「最初で唯一の選択肢」であり、彼の声が「不気味で穏やかでありながら非常に魅力的」で、とても人間的でユーモアがあるためであると説明した。プロデューサーのケヴィン・フェイグは「我々は全体のパフォーマンスを作り上げるために彼の顔と身体をキャプチャリングするだろう。（中略）我々はジェームズ・スペイダーをロボットの声のために雇ったのではない」と明言した。キャラクターについてウェドンは「彼は常にアベンジャーズを倒そうと企み、執念にとりつかれている。彼は幸せな男ではなく、それが魅力であることを意味する。彼は痛みをかかえている。それを表現する方法は従来のロボットのそれとは異なる」と述べた。ウェドンはまたウルトロンがコミックから能力の一部が取り除かれることを示した。
ニック・フューリー
演 - サミュエル・L・ジャクソン、日本語吹替 - 竹中直人
S.H.I.E.L.D.の元長官であり、“アベンジャーズ計画”を発足した人物。インサイト計画を阻止し、自らの死を偽装した後、表舞台から姿を消していたが、アベンジャーズの危機を知ってチームのもとを訪れる。なお、本作では姿を消す前に手放した眼帯を再び着用している。
ノンクレジット・カメオ出演
サノス
演 - ジョシュ・ブローリン、日本語吹替 - 銀河万丈
銀河で最も恐れられている、凶暴なタイタン人。エンドクレジット後に登場し、“インフィニティ・ガントレット”を左手にはめ、自らストーンの回収に動くことを宣言する。

## 設定・用語

### アベンジャーズの装備・ビークル
本作では、アベンジャーズの装備の多くはトニーによって開発・改良が進められている。
アイアンマン・アーマー
トニーが装着するパワードスーツ。本作ではマーク43〜45の3着が登場する。
J.A.R.V.I.S.（ジャーヴィス）
トニーをサポートする、実体を持たない“電脳執事”たる人工知能。
F.R.I.D.A.Y.（フライデー）
J.A.R.V.I.S.に代わって、本作の後半からトニーが新たに使い始めたAI。
ヴェロニカ
トニーがブルースと共同で設計・開発した、ハルクバスターを運用するための巨大モジュール。
アイアン・レギオン
アイアンマン・アーマーを模した量産型ドローン。
ムジョルニア
ソーが愛用する全能のハンマー。高潔な魂を持つ者でなければ持ち上げることができない。
ハルク・パンツ
ブルースが普段着の下に履いている、非常に高い伸縮性がある特製インナー。
キャプテン・アメリカの装備
トレードマークの“キャプテン・アメリカの盾”、“ユニフォーム（トニー・スターク製の1着目）”、ハーレーダビッドソン・ストリートを装備・駆使する。

ブラック・ウィドウの武器
万能リストバンドの“ウィドウズ・バイト”や、電気ショック機能搭載のバトン、グロック26を駆使する。

ホークアイの武器
万能矢の“トリック・アロー”と、対となる特殊機能付きリカーブボウ、小型矢筒“スピード・ローダー”、ベレッタM84を駆使する。

ウォーマシン・アーマー マーク2
ローディが装着するパワードスーツ。
ファルコンの装備
高性能ウィングパックの“EXO-7ファルコン マーク2”、“スマート・ゴーグル（トニー・スターク製）”をラストシーンにのみ装備・披露する。

クインジェット
アベンジャーズが保有する特殊航空機。かつてS.H.I.E.L.D.が使用していた特殊航空機と同名だが、最新鋭機であり、外観も全くの別物である。

### その他の武器・アイテム
セプター
“インフィニティ・ストーン”の1つである“マインド・ストーン”を穂先の青い宝石に内包する杖/槍。ロキから奪還した後、S.H.I.E.L.D.に回収されたが、実はヒドラの管理下に置かれ、リヴァイアサンとともに解析・研究がなされていた。本作でも、このアイテムに由来する力がアベンジャーズを翻弄することになる。
ヴィブラニウム
アフリカの超文明国“ワカンダ”で産出され、スティーブの盾の原材料にもなっている希少な超鉱石。
外骨格スーツ
ヒドラのソコヴィア基地のエリート兵士に配備されたパワードスーツ。
ヒドラ H3L-A エネルギーライフル
ソコヴィア基地のエリート兵士に配備された銃器。
対空砲
冷戦期の大砲をアップグレードした兵器。
銃器
ハンドガン
- ワルサーPPK - マリアが護身用に所持・使用する。
- グロック17 - クロウの部下が所持するほか、マリアも愛用する。
- ベレッタ90-Two - クロウが持ち構える。
- S&W M&P - フューリーが所持する。
- FN ブローニング・ハイパワー
- ベレッタM84
- S&W M686

ライフル
- RPK軽機関銃 - ピエトロがソコヴィアの警察署内で避難勧告のために持ち出して使用する。
- ベクター R5
- H&K HK416
- AKMS
- AX50

マシンガン
- ブローニングM2 QCB
- PKM
- DShK38重機関銃

### その他のテクノロジー・ビークル
クレードル
チョが開発した、人工組織構成マシン。負傷したクリントの治療と、ヴィジョンのボディとなる人工肉体の製造に使用される。
ウルトロンのボディ
人工知能であるウルトロンが、外界で直接活動するために自ら造り上げた機械製の人型ボディ。
ウルトロン・マーク1
覚醒したウルトロンが初めて作ったボディ。破損して廃棄されたアイアン・レギオンの残骸パーツを組み合わせたものである。
ウルトロン・プライム
ウルトロンの中心的存在の上級機体。ソコヴィアでマキシモフ兄妹に接触した際からこのボディで活動を始める。マーク1とは異なり整然とした外観をしている。
アルティメット・ウルトロン
チョに造らせたボディを失ったウルトロンが、新たな中心的存在として造った最上級機体。
ウルトロン・セントリー
ヒドラがチタウリの技術を利用して量産し、ウルトロンによって改良が加えられた人型ロボット。
ドゥームズデイ・トリガー
ウルトロンがソコヴィアに造り上げた“ドゥームズデイ・デバイス”の起動装置。クライマックスでは、アベンジャーズがこの装置を中心に円陣を組んでウルトロン軍団と激闘を繰り広げる。
ヘリキャリア
S.H.I.E.L.D.が誇る、高空を飛行可能な要塞空母。フューリーとマリアたち元S.H.I.E.L.D.のメンバーによって、アベンジャーズ支援のために運用される。
ライフボート
フューリーが設計した救助艇。浮上してしまったソコヴィアの首都に取り残された大勢の国民たちの救出に発進する。
車両・戦車
- アウディ・R8 5.2FSIクワトロPlus - 物語のラストでトニーの愛車として登場する。
- ジョン・ディア 320 - バートン家の農場の納屋内に置かれたトラクター。
- アウディ・A6 ハイブリッド C7 - セルヴィグの愛車として登場する。
- ハーレーダビッドソン・ライブワイヤー - ナターシャがソウルの追撃戦で搭乗した電動バイク。
- DAF 65 - トラック。ナターシャがソコヴィアで爆走しウルトロン・セントリー群を一掃する。
- アウディ・A3 カブリオレ TFSI クアトロ - クライマックスでクリントがナターシャと乗り捨てられていた本車両でヘリキャリアに向かう。
- ノブス - ユージン遺伝研究所のトラックとして登場し、ウルトロンがチョに造らせた新しいボディを運ぶために運用する。

ヨハネスブルグ警察
- フォード・レンジャー
- キャスパー装甲兵員輸送車
- ニアラ

ヒドラ
- トヨタ・ランドクルーザー LRPV
- ランドローバーウルフ WMIK
- BMP-1 - ビームパルスガンを装備。

### 生物
リヴァイアサン
かつてニューヨークに侵攻したチタウリが移送手段として多数運用した外宇宙の巨大生物。死んだ1体がセプターやチタウリの武装と一緒にヒドラの基地に保管されていた。

### 国家・施設

#### アメリカ合衆国
ニューヨーク州
アベンジャーズ・タワー
以前トニーが建設させた“スターク・タワー”を改装した、アベンジャーズの本部施設兼トニーの邸宅。冒頭のパーティーや、覚醒したウルトロンの戦線布告が行われた。
アベンジャーズ・コンパウンド
ニューヨーク州北部にあるスターク・インダストリーズの倉庫を改装した、アベンジャーズの新本部施設。本作のラストに登場する。
バートン家
クリントと彼の家族が住む、アイオワ州に構えられた自宅農場。クリントの計らいでアベンジャーズの一時的なセーフハウスとなる。

#### ソコヴィア
東欧にある小国で、マキシモフ兄妹の出身国。本作序盤とクライマックスの双方でアベンジャーズと敵の戦地となる。
ソコヴィア基地
山奥にある、廃墟同然の古城を利用したヒドラの秘密基地。アベンジャーズが一度制圧したが、のちにウルトロンが占拠し、自身の野望を完遂するための拠点として利用する。
教会
ソコヴィアの首都の中央に位置する廃墟。

#### 南アフリカ共和国
ヨハネスブルグ
ハウテン州の州都。ウルトロンとの戦闘の最中、ワンダのマインド・コントロールによってハルクが市内で暴れてしまい、ハルクバスターを装着したトニーとの激闘が繰り広げられる。
チャーチル（Churchill）
南アフリカ沖の廃船場に置かれ、クロウが拠点の武器密売所として用いる古く錆びついた貨物船。船内には、クロウが入手していたヴィブラニウムの保管庫がある。ここでアベンジャーズとウルトロン軍団、クロウの配下ら三つ巴の乱戦が展開される。

#### イギリス
ロンドン大学
ラッセル・スクウェアに本部を置く連合大学。ダーク・エルフ群との戦いの後にセルヴィグはここで教鞭をとっており、ソーはノルン洞察の泉に向かう前にここを訪ねてセルヴィグに同行を頼む。

#### ノルウェー
ネクサス（NEXUS）
オスロにある、インターネットの世界的中枢施設。物語の中盤でトニーがここを訪ね、核発射コードを守っていたJ.A.R.V.I.S.を発見する。

#### 韓国
ソウル
韓国の首都である都市。ここの市街地で、スティーブ、ナターシャ、クリントの3人がウルトロンらとクレードルを巡る追撃戦を展開。ウルトロンによって戦地の一つとなった鉄道車両が脱線し、ナターシャが捕まってしまうも、スティーブたちはクレードル奪取に成功し、鉄道車両もマキシモフ兄妹の加勢により犠牲者を最小限にとどめることに成功する。
ユージン遺伝研究所（U-GIN Genetic Research Facility）
漢江の盤浦大橋の南端に浮かぶ人工島に建設されている、チョが勤務する研究施設。ここでウルトロンに洗脳されたチョは、彼の新たなボディとなる人工肉体を製造する。

#### ノルンの洞察の泉（The Water of Sight）
所在地不明の洞窟内にある、アスカルド出身の泉の精“ノルン”が宿る泉。九つの世界を映し、泉に入った人物の意識を読むが、入った者は不幸に襲われるとも言われる。
ワンダによって見せられた悪夢からインフィニティ・ストーンを垣間見たソーは、その詳細を知るためにセルヴィグと共にここへ赴き、泉へ浸かった。そして近年に地球を中心に4つのストーンが表立った場に現れたことを知った。

## 製作

### 企画
2011年10月、ファイギはニューヨーク・コミコンにて「『アイアンマン3』はこのサーガの第2段階の1作目となり、『Avengers 2』で完成する」と述べた。2012年3月、1作目の監督のジョス・ウェドンは続編が「より小さくなる（ことを望む）。より個人的。より苦しい。次作でキャラクターたちに起こる出来事は、1作目でやったことの焼き直しであってはならない。テーマを持つことによってそれ自体は新鮮で有機的になる」と述べた 同年4月、『アベンジャーズ』のプレミアにてファイギはスタジオがウェドンが監督続投するオプション契約を結んでいることを明かした。同年5月、1作目の公開が成功するとディズニーCEOのボブ・アイガーは続編を企画中であることを発表した。キャストメンバーの多くは潜在的に続編に出演する契約を交わしていたが、ロバート・ダウニー・Jrは『アイアンマン3』で契約が切れる予定であった。
2012年のコミコン・インターナショナルでウェドンは監督続投が未確定であると発言した。しかしながら同年8月、アイガーはウェドンが続編の脚本・監督、さらにABCで放送されるマーベルのテレビシリーズ『エージェント・オブ・シールド』の企画を務めることを発表した。さらに同月末、ディズニーは2015年5月1日公開予定を発表した。ウェドンは1作目の時ほど製作を急かされなかったと述べた。2012年12月の『エンターテインメント・ウィークリー』でのインタビューでウェドンは映画のアウトラインが完成したことを明かした。
2013年2月、ジェイムソン・ダブリン国際映画祭にてウェドンは死が続編のテーマになると発言した。同年3月、ウェドンは『スター・ウォーズ エピソード5/帝国の逆襲』と『ゴッドファーザー PART II』のようなインスピレーションが見えたと述べた。また同月、前作でハルクを演じたマーク・ラファロは続編でも同役を務めることをツイートした。

### プリプロダクション
2013年4月時点で撮影は2014年初頭よりイングランドのシェパートン・スタジオで開始予定であった。『アイアンマン3』のハリウッド・プレミアにて、ウェドンは脚本の草案が完成し、ストーリーボードの作業が始まり、俳優たちと会っていることを明かした。また彼はコミックから「兄弟または姉妹の要素」が含まれることを明かした。ウェドンは後にそれらがクイックシルバーとスカーレット・ウィッチを指していることを明かし、『レイト・ナイト・ウィズ・ジミー・ファロン』に出演した際に彼は「私はそれらを読んで育ったという事実だけでなく、彼らの力は非常に視覚的に興味深いものだ。1作目で抱えていた問題の1つで、どのキャラクターも基本的にパンチの効いたパワーを有していた。（クイックシルバーは）超スピードを持ち、（スカーレット・ウィッチは）呪文と少々のテレキネシスを持ち、みんなの頭の中に入り込むことができる」と説明した。
2013年5月、ダウニーはマーベル・スタジオとの契約を延長し、本作及び『アベンジャーズ』の3作目でアイアンマン役を務めるための交渉を行った。同月、ケープタウン・フィルム・スタジオズの会長はマーベル・スタジオが南アフリカのケープタウンでの撮影に興味を示していると述べた。2013年6月までにアーロン・テイラー＝ジョンソンはクイックシルバー役の交渉を行い、同年7月に報じられた。6月末、ダウニーは本作及び3本目の『アベンジャーズ』でアイアンマン役を務める契約を交わした。またマーベルは2014年3月に撮影を開始することを発表した。

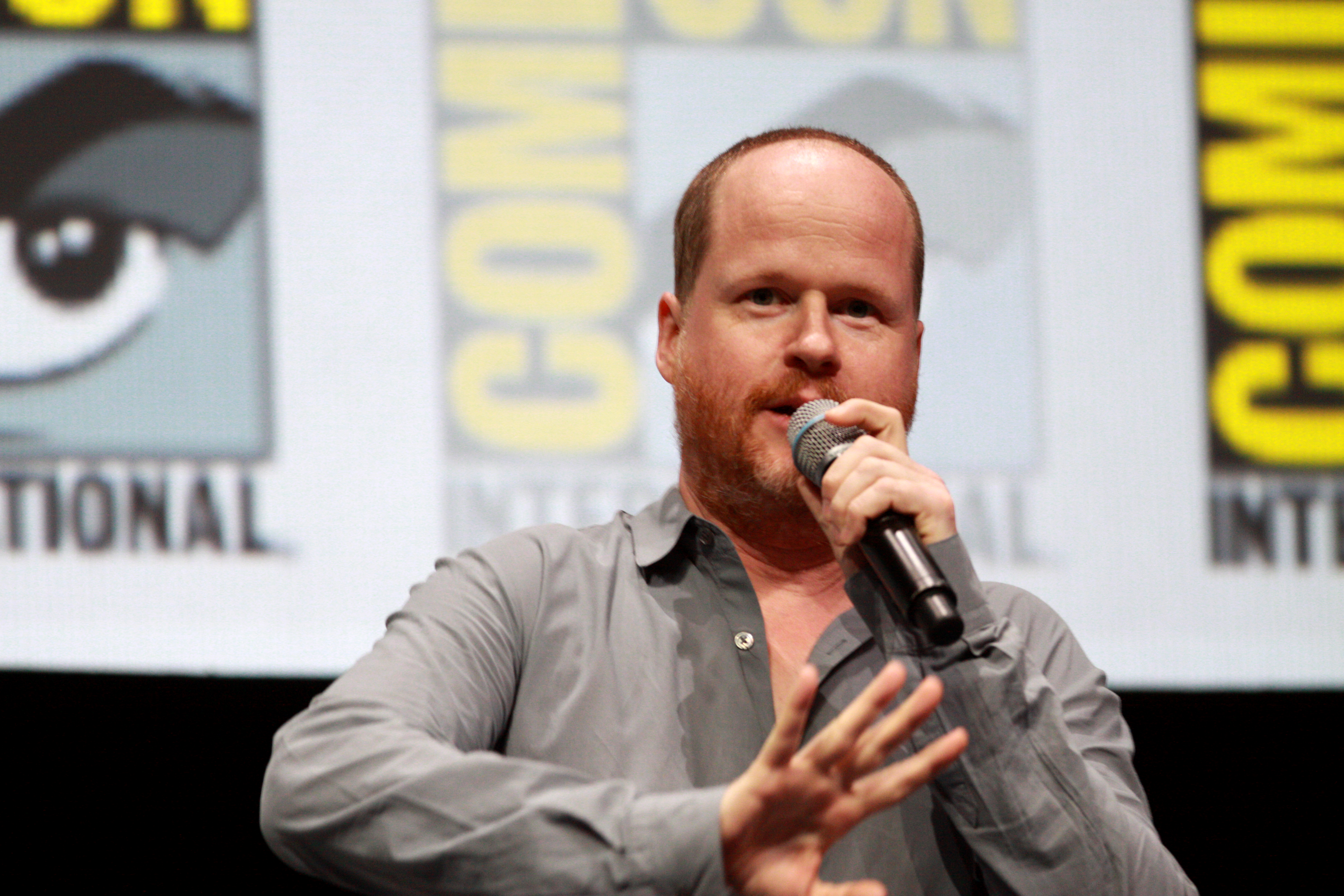
2013年のコミコン・インターナショナルでのウェドン。

2013年のコミコン・インターナショナルにてウェドンは本作が『Age of Ultron』と言うサブタイトルを有することを発表した。このようなサブタイトルであるにもかかわらず、本作は2013年のコミックミニシリーズ『Age of Ultron』には基づいていない。ファイギは「我々はいくつかのタイトルを思いついたが、毎月新しいコミックが登場し、それは素晴らしいタイトルだ。『Age Of Ultron』は素晴らしいタイトルだ。我々はいくつかの他の『Of Ultrons』を考えていたが、これがベストだった。だから我々はそのタイトルを借りたが、ストーリーは数十年に及ぶアベンジャーズのストーリーラインから取っている」と述べた。加えてウェドンは以下のように説明した
この続編では、ウルトロン誕生のストーリーを我々独自のバージョンで語ろうと思っているんだ。原作ではハンク・ピムがウルトロンを創ったから、多くの人は続編に登場すると思っているだろうけど違うんだ。映画では、基本的に使用可能な材料のみを原作コミックから起用するつもりさ。でも、いろいろと捨象しなきゃいけない要素はあるけどね。
ウェドンはまたウルトロンの関与により映画がダークなトーンとなり、さらにホークアイとブラック・ウィドウが再登場することを明かした。本作のタイトルは、1作目の黒幕であったサノスがメインヴィランとなると予想していたファンを驚かせた。ウェドンはサノスの関与について尋ねられた際、「我々は地に足がついていなければならない。それはマーベル・ユニバースをクリックする、現実世界とそれらの関係の一部である。それはサイエンス・フィクションで、サノスにはその素がないわけではないが、サノスは次のヴィランであるというつもりはなかった。彼は常に悪と闇との君主である」と答えた。
2013年8月、クリス・エヴァンスは監督デビュー作『1:30 Train』の製作が終わった後にキャプテン・アメリカ役に復帰することが報じられた。同月末、サミュエル・L・ジャクソンがニック・フューリー役を続投することが報じられた。さらに同月、マーベル・スタジオがスカーレット・ウィッチ役としてエリザベス・オルセンとの交渉に入ったことが報じられた。同月末、マーベルはジェームズ・スペイダーがウルトロン役を務めることを発表した。
2013年9月、クリス・ヘムズワースとスカーレット・ヨハンソンがそれぞれソーとブラック・ウィドウ役で続投し、またヨハンソンは1月に撮影が始まることを明かした。また同月、その役柄のためにスペイダーの頭と身体のスキャンが行われた。2013年10月、サミュエル・L・ジャクソンはエリザベス・オルセンがスカーレット・ウィッチ役にキャスティングされたことを明かし、またテイラー＝ジョンソンが2014年の『GODZILLA ゴジラ』のプロモーションのスケジュールとの調整後にクイックシルバー役を務める契約を終えた。2013年11月、マーベルは公式にオルセンとテイラー＝ジョンソンの参加を認めた。

2013年11月、コビー・スマルダーズが再びマリア・ヒル役を務めることがインタビューで明かされた。また同月、ファイギは『Avengers: Age of Ultron』のテクノロジーとファンタージーを基としたヒーローの間の適切なバランスについて以下のように語った。
アイアンマンはテクノロジーのヒーローであり、彼の映画は常にテクノロジーに基づいている。最初の『マイティ・ソー』はファンタジー分野であるアスガルドとソーをより現実的なマーベル・シネマティック・ユニバース（MCU）に導入し、それは魔法のように見えるが、科学とテクノロジーの別の形であると説明する。我々は明らかにウルトロンをテクノロジーから出すが、『Age of Ultron』のストーリーラインを組み上げる際にこれまでのMCUで確立したツールを全て使用する。
同月末、アメリカ合衆国での撮影もスケジュールに入れられた。2013年12月までにドン・チードルが映画の一部に参加することが決まった。2014年1月、トーマス・クレッチマンがバロン・フォン・ストラッカー役にキャスティングされた。2014年1月24日、『Much Ado About Nothing』のフランス公開時のプロモーションの際にウェドンは映画の繋がりについて以下のように述べた。
僕は自分の映画を1作目だけを見た、または1作目を見ていない人々を想定して作らなければならない。僕は誰もが『マイティ・ソー（ダーク・ワールド）』、『キャプテン・アメリカ（ウィンター・ソルジャー）』、『アイアンマン（3）』を見ていると仮定することはできない。僕は次の映画に進み、起こった出来事に忠実にするが、奴隷にはならない。（中略）僕がモデルにしている作品は『ゴッドファーザー PART II』で、それは前作との間に多くの出来事が起こり、異なった映画となっているけど、情報を必要としない。全てその映画の中にあるはずだよ。
同日、フォルテ・ディ・バード協会は2014年3月にイタリアのヴァッレ・ダオスタ州のフォート・バールやアオスタ、ドナス、バール、ポン＝サン＝マルタン、ヴェールでの撮影予定があることを発表した。また同月末、韓国の仁川広域市やソウル特別市で撮影される予定で、またキム・スヒョンが役名不明でキャスティングされたことが報じられた。2014年2月、ハウテン・フィルム・コミッションはアクションシーンを南アフリカのヨハネスブルグやハウテン州の地域で撮影し、2月半ばに撮影が始まることを発表した。同月、以前のMCU作品でJ.A.R.V.I.S.の声を務めていたポール・ベタニーがヴィジョン役にキャスティングされた。

### 撮影
撮影は2014年2月11日にヨハネスブルグで始まった。第二班のスタッフは2週間にわたってヨハネスブルグ中央ビジネス地区でメインキャスト抜きでアクションシーンを撮影する。

### ポストプロダクション
2014年2月、インダストリアル・ライト&マジック（ILM）はロンドンに新施設を設置し、さらにバンクーバーの施設を拡張する計画を発表した。ILMは拡張の触媒として『アベンジャーズ』シリーズと『スター・ウォーズ』シリーズを挙げている。

## マーケティング
2013年のコミコンで公開されたティーザーとジョス・ウェドンの短いインタビューは2013年9月24日(日本では2013年9月4日)に発売された『アイアンマン3』ブルーレイのセカンドスクリーンのコンパニオンアプリとして視聴可能である。

## 地上波テレビ放送
| 回数 | テレビ局   | 番組名（放送枠名） | 放送日       | 放送時間      | 放送分数 | 視聴率 | 備考 |
| ---- | ---------- | ------------------ | ------------ | ------------- | -------- | ------ | --- |
| 1    | テレビ朝日 | 日曜プライム拡大版 | 2019年5月5日 | 21:00 - 23:14 | 134分    | 6.4%   | 放送枠としては通常より9分後拡大。 20:58 - 21:00に『このあと日曜プライム』も別途放送（テレビ朝日のみ）。 |

- 視聴率はビデオリサーチ調べ、関東地区・世帯・リアルタイム。

## 受賞
| 年   | 映画賞                          | 賞                   | 対象                                                                | 結果       |
| ---- | ------------------------------- | -------------------- | ------------------------------------------------------------------- | ---------- |
| 2016 | 2016 キッズ・チョイス・アワード | お気に入りの映画     |                                                                     | ノミネート |
| 2016 | 2016 キッズ・チョイス・アワード | お気に入りの映画男優 | クリス・エヴァンス                                                  | ノミネート |
| 2016 | 2016 キッズ・チョイス・アワード | お気に入りの映画男優 | クリス・ヘムズワース                                                | ノミネート |
| 2016 | 2016 キッズ・チョイス・アワード | お気に入りの映画男優 | ロバート・ダウニー・Jr                                              | ノミネート |
| 2016 | 2016 キッズ・チョイス・アワード | お気に入りの映画女優 | スカーレット・ヨハンソン                                            | ノミネート |
| 2016 | MTVムービー・アワード 2016      | 最優秀映画賞         |                                                                     | ノミネート |
| 2016 | MTVムービー・アワード 2016      | 最優秀ファイト賞     | アイアンマン（ロバート・ダウニー・Jr）vs ハルク（マーク・ラファロ） | ノミネート |
| 2016 | MTVムービー・アワード 2016      | 最優秀ヒーロー賞     | クリス・エヴァンス                                                  | ノミネート |

## 他のMCU作品とのタイ・イン
- 『エージェント・オブ・シールド』第2シーズンの第18話「敵か味方か」と第19話「汚れた6人」では今作の話が中心である。
- MCU前作『ガーディアンズ・オブ・ギャラクシー』でキーアイテムとして登場したインフィニティ・ストーンの1つであるパワー・ストーンが、本作ではソーがワンダに見せられた夢の中で再登場する。
- 『キャプテン・アメリカ/ウィンター・ソルジャー』においてラムロウに脅迫されていたヘリキャリアの管制官は、今作でアベンジャーズの危機に駆けつける旧型ヘリキャリアのクルーとして再登場している。
- 本作で初登場した武器商人のユリシーズ・クロウは、原作の『ブラック・パンサー』及び後の映画『ブラックパンサー』に登場するヴィランである。

## トリビア
ソーの送別を兼ねたパーティーで、ソーの古酒を飲んで伸びてしまい、両脇を抱えられながら退場しているのは原作者のスタン・リー
。このときの「エクセルシオール！（さらなる高みへ）」というセリフはリーの代名詞の言葉である。
また、その後の皆でソーのハンマーを持ち上げようとするシーン。スティーブだけがわずかに動かせたように見えるが、制作社長であるケヴィン・ファイギは「キャプテン・アメリカは常に素質があった。『エイジ・オブ・ウルトロン』では礼儀正しくしただけ」と答えている。コミックでも彼はハンマーを持ち上げたことのある数少ないキャラクターである。
また、監督のジョス・ウェドンは『天空の城ラピュタ』のファンであり、本作では『ラピュタ』の要素が随所に見られる他、メンバーがムジョルニアを持ち上げるエピソード終了直後に(僅かだが)ラピュタのロボット兵がオブジェとして登場している。